# Invoking the Unclean
Invoking the Unclean est la première démo de Cradle of Filth paru en 1992.

## Liste des morceaux
| 1.    | Loathsome Fucking Christ | 5:25 |
| 2.    | Darkly Erotic            | 5:45 |
| 3.    | Chewing Your Guts        | 2:46 |
| 4.    | Circle of Perversion     | 5:51 |
| 5.    | Dead Orchestra           | 1:41 |
| 21:33 |                          |      |

## Composition du groupe
- Dani Filth - Vocals
- Paul Ryan - Guitars
- Benjamin Ryan - Keyboards
- Jon Richard - Bass
- Darren White - Drums